# Joseph Howard (politique)
Joseph Howard, OBE (4 décembre 1862 – 20 mai 1925) est le Premier ministre de Malte de 1921 à 1923. Il est le 1er Premier ministre de Malte.

## Biographie
Joseph Howard est né à La Valette de Francesco Howard (né de père anglais et de mère maltaise) et de son épouse Lorenza Agius.
Il épouse en 1884, à La Valette, Maria Carmela Cerravalo, dont descendance.
Il étudie au lycée et effectue ses études supérieures à l'étranger, notamment en France, puis sert temporairement l'Armée française comme officier. De retour à Malte, il fait carrière dans l'industrie du tabac, jusqu'à sa nomination à la direction de la société de cigarettes Cousis. De 1914 à 1925, il sert l'empire du Japon en tant que consul du Japon à Malte.
Il rejoint le parti Union politique maltaise et est élu sénateur en 1921, puis est rapidement nommé Premier ministre de Malte – le premier à ce nouveau poste – la même année et jusqu'en 1923, lorsqu'il est remplacé par son ministre de la Justice Francesco Buhagiar.
Son premier acte gouvernemental est de légiférer sur la religion catholique romaine à Malte et de faire du catholicisme la religion officielle du pays (Religion of Malta Declaration Act).
Il décède en 1925 à l'âge de 62 ans et laisse à ses contemporains une image de parfait gentleman.
Les espaces verts qui séparent L-Imdina de Ir-Rabat sont nommés en son honneur Howard Gardens.